# Milborne Stileham
Milborne Stileham var en civil parish från 1866 till 1933 då den blev en del av Milborne, i grevskapet Dorset, i England. Civil parish var belägen 13 km från Dorchester och hade 225 invånare år 1931. Byn nämndes i Domedagsboken (Domesday Book) år 1086, och kallades då Meleburne/Meleborne.